# Leihotikan
I Leihotikan sono un gruppo musicale basco.

## Storia del gruppo
I Leihotikan nacquero ad Iruña (la spagnola Pamplona) nel 1992.
I componenti iniziali erano Patxi alla chitarra, Aitor al basso, Kike alla batteria e Gorka come cantante. Tuttavia, dopo poche canzoni, Kike lasciò il gruppo, e fu sostituito da Titi, già noto per essere stato il batterista dei Mutilados. Il quartetto formatosi è poi rimasto unito fino ad oggi.
Inizialmente, il gruppo pubblicò una cassetta (Maketa, "Cassetta"), uscita nel gennaio del 1995, che era una raccolta di canzoni live che ebbe uno scarso successo, dovuto al fatto che nessuna etichetta volle produrlo, e dovettero pagare essi stessi per la produzione e la distribuzione.
A marzo dello stesso anno, il gruppo suona il suo primo concerto dal vivo, ed il successo comincia ad arrivare. Inizià così una lunga tournée che attraversa i Paesi Baschi e che si conclude solo nell'ottobre '96.
In questa data, viene pubblicato una seconda cassetta (Zerumugak), registrata stavolta negli studi della Shot!, casa discografica di Arrasate e distribuito dalla "El Gallinero Rekords". Anche questa però è una raccolta di canzoni live, ma ottiene un grande successo, portando così l'attenzione della Gor, una delle più grandi case discografiche spagnole, sul gruppo punk di Pamplona.
Nel 1998 esce il primo disco ufficiale della banda (Hemen ez da ezer aldatzen, "Qua non cambia niente"), dopo i due live, registrato negli studi Sonido XXI di Espartza de Galar, in Navarra. Il successo stavolta è dirompente, grazie anche alla massiccia campagna pubblicitaria che la Gor sapientemente dispiega nei mesi prima dell'uscita, ed aumentano vertiginosamente anche il numero dei concerti del gruppo, che intanto si allarga: entra a far parte della banda il secondo chitarrista Mikel, che però resterà solo un anno, e nel 1999 lascerà il gruppo.
Nel 2000 esce il secondo disco (Lur, "Terra"), registrato sempre negli studi della Sonido XXI, tra il 29 gennaio ed il 10 febbraio, che conferma il momento d'oro del gruppo. Particolarmente di successo fu la versione di "Clash ta Pistols" contenuta nell'album. Nel 2001 il gruppo decide di interrompere i concerti per concentrarsi in raccolte discografiche con diversi gruppi baschi e spagnoli, prendendosi una specie di "periodo sabbatico" e di congedo dalle folle. Ma a metà del 2003 lanciano a sorpresa il loro terzo album (Munduaren leihoa, "La finestra sul mondo"), che resta il loro album più venduto, grazie anche a tracce che si rifanno a poesie del poeta basco Iñigo Ibarra.
Nel 2004 ricominciano i concerti, che richiamano ormai baschi (ma non solo) da tutto il paese; le radio nazionali ormai diffondono continuamente i loro brani più famosi, ed il periodo aureo continua così implacabile. Nel 2006 esce il quarto album (Ilunago, ederrago, "Più oscuro, più bello"), che non raggiunge la bellezza del precedente, ma che raggiunge comunque ottimi livelli grazie all'enorme strumentazione di cui dispongono.

## Discografia
- 1995 - Maketa
- 1996 - Zerumugak
- 1998 - Hemen ez da ezer aldatzen
- 2000 - Lur
- 2003 - Munduaren leihoa
- 2006 - Ilunago, Ederrago